# Graham Smith (remero)
Graham Smith (St. Albans, 21 de junio de 1975) es un deportista británico que compitió en remo.
Ganó dos medallas en el Campeonato Mundial de Remo, en los años 1999 y 2000. Participó en los Juegos Olímpicos de Atlanta 1996, ocupando el octavo lugar en la prueba de ocho con timonel.

## Palmarés internacional
| Campeonato Mundial | Campeonato Mundial      | Campeonato Mundial | Campeonato Mundial |
| Año                | Lugar                   | Medalla            | Prueba             |
| ------------------ | ----------------------- | ------------------ | ------------------ |
| 1999               | St. Catharines (Canadá) | Medalla de plata   | Cuatro con timonel |
| 2000               | Zagreb (Croacia)        | Medalla de oro     | Cuatro con timonel |